# Équipe Média
Équipe Média, a veces citado como Equipo Mediático, es una agencia de prensa de Sahara Occidental aparecida en 2009, que realiza un trabajo clandestino en los territorios bajo ocupación marroquí. Entre sus objetivos, está de romper el bloqueo informativo que el Reino de Marruecos ejerce en el Sahara Occidental. Su presidente es Ahmed Ettanji.
Con un equipo formado por 25 personas jóvenes, cinco de sus miembros han sido detenidos en Marruecos, algunos de ellos con condenas de cadena perpetua. Ejercen como agencia de prensa en Sahara Occidental y han producido el documental 3 Stolen Cameras, que recibió el premio mejor cortometraje documental al festival DOK Leipzig. En 2019 recibieron el Premio Internacional de Periodismo Julio Anguita Parrado del Sindicato de Periodistas de Andalucia, en Andalucía, España. Premio Llibertat d'expresió de la Unió de Periodistes de Valencia
Comienzan a trabajar en 2009, en el contexto del alto al fuego de 1991 y la intifada pacífica de 2005. Han hecho la cobertura de información de manifestaciones y otras acciones que no aparecen en la prensa marroquí. El ejecutivo marroquí realiza un esfuerzo para impedirlos grabar y a la vez, Équipe Média se apoya en plataformas como Facebook o Twitter para difundir su material.